# Wybory prezydenckie na Cyprze w 2003 roku
Wybory prezydenckie na Cyprze w 2003 roku odbyły się 16 lutego 2003 roku. Kampanię wyborczą zdominowała kwestia Planu Kofiego Annana, który jako sekretarz generalny Narodów Zjednoczonych przedstawił propozycję zjednoczenia Cypru. Wybory w pierwszej turze wygrał Tassos Papadopoulos zdobywając 51% głosów.

## Wyniki
| Kandydat                  | Partia              | Głosy   | %       |
| ------------------------- | ------------------- | ------- | ------- |
| Tassos Papadopoulos       | DIKO, AKEL          | 213 353 | 51,51%  |
| Glafkos Kliridis          | DISY                | 160 724 | 38,80%  |
| Alecos Markides           | Kandydat niezależny | 27 404  | 6,62%   |
| Nicos Koutsou             | Nowe Horyzonty      | 8 771   | 2,12%   |
| Costas Kyriacou           | Kandydat niezależny | 1 840   | 0,44%   |
| Andreas Efstratiou        | Kandydat niezależny | 606     | 0,15%   |
| Adamos Katsantonis        | Kandydat niezależny | 558     | 0,13%   |
| Christos Iosifides        | Kandydat niezależny | 391     | 0,09%   |
| Georgios Mavrogenis       | Kandydat niezależny | 337     | 0,08%   |
| Pantelis Sofokleous       | Kandydat niezależny | 209     | 0,05%   |
| głosy nieważne            |                     | 17 315  |         |
| Razem (frekwencja 90.63%) |                     | 431 690 | 100,00% |